# 圆齿囊瓣芹
圆齿囊瓣芹（学名：Pternopetalum molle var. crenulatum）是伞形科囊瓣芹属洱源囊瓣芹的变种。分布在中国大陆的云南等地，目前尚未由人工引种栽培。